# آنجلینا بالرینا (سریال تلویزیونی)
آنجلینا بالرینا یک انیمیشن سریالی بریتانیایی پیش‌دبستانی می‌باشد که بر اساس مجموعه کتاب‌های کودکانه تحت عنوان آنجلینا بالرینا به نویسندگی کاترین هولابرد و تصویرگری هلن کریگ ساخته شده‌است. این سریال دربارهٔ موش جوانی به‌نام آنجلینا موسلینگ می‌باشد که عاشق رقص باله، خانواده و همکلاسی‌هایش است. صداپیشگی آنجلینا را فینتی ویلیامز و مادرش جودی دنچ صداپیشگی میس لیلی را برعهده داشته‌اند.